# Минский, Марк Львович
Марк Львович Минский (16 апреля 1922, Москва — 2 апреля 1999, Екатеринбург) — советский оперный режиссёр, педагог, народный артист РСФСР.

## Биография
Родился 16 апреля 1922 года в Москве. Семья его жила на улице Дзержинского, 28, учился в школе с детьми работников ОГПУ.
В 1941 году окончил Музыкальный техникум имени Ипполитова-Иванова по классу фортепиано. В тот же год с началом Великой Отечественной войны его мать с братом уехали в эвакуацию, отец был призван на фронт, а он остался работать на заводе. Затем вместе с заводом эвакуировался под Куйбышев.
Вскоре вернулся в Москву и в 1942 году ушёл в армию, воевал на Северо-Западном фронте, на Курской дуге. Получил тяжёлое ранение и контузию, после которой не мог профессионально заниматься музыкой. Награждён орденами Красной Звезды (07.05.1970) и Отечественной войны II степени (06.04.1985).
Демобилизовавшись из армии, был госпитализирован и провел длительное время в госпиталаях, пристрастился к алкоголю.  Затем решил круто изменить жизнь, но стать пианистом уже не мог:  из-за контузии дрожали руки. Поступил на курс режиссуры музыкального театра, который был открыт в том году в ГИТИСе. Все годы учебы получал персональную стипендию им. М. Чехова. 
В 1952 году окончил ГИТИС (класс Л. В. Баратова и И. М. Туманова).
Закончив институт в годы государственной антисемитской компании, в течение года не мог устроиться на работу, не смотря на блистательные рекомендации педагогов. Через год получил приглашение на постановку, а потом и на постоянную работу в Свердловский театр оперы и балета. 
В 1952—1957 годах был режиссёром, а в 1958—1983 годах — главным режиссёром Свердловского театра оперы и балета. Поставил несколько классических опер впервые в СССР, впервые в СССР поставил оперу Джузеппе Верди "Симон Бокканегра", переложив на русский язык либретто оперы. Ставил много современных опер, написанных его современниками, видя в этом свой вклад в развитие современного оперного искусства. много ставил современных ему произведений, в частности о войне.
С 1978 года был доцентом Уральской консерватории в Свердловке. 
Занимался исследованиями истории земской почты дореволюционной России, публиковал статьи в журнале Филателия. Часть его работ была переведена на исностранные языки и опубликована в других странах.

## Семья
- 1 жена — Народная артистка РСФСР Елена Захарова
- 2 жена — Оперная певица Тимофеева Галина Николаевна
  - Дочь  — О.М. Минская (писатель)

Умер 2 апреля 1999 года в Екатеринбурге, похоронен на Широкореченском кладбище.

## Награды и премии
- Заслуженный деятель искусств РСФСР (30.11.1962).
- Народный артист РСФСР (15.11.1973).

## Работы в театре
- 1951 — «Князь Игорь» А. П. Бородина
- 1953 — «Дон Паскуале» Г. Доницетти
- 1953 — «Галька» С. Монюшко
- 1954 — «Богдан Хмельницкий» К. Данькевича
- 1955 — «Симон Бокканегра» Дж. Верди (впервые в СССР)
- 1957 — «Орлеанская дева» П. Чайковского
- 1958 — «Пиковая дама» П. Чайковского
- 1959 — «Тропою грома» М. Магиденко
- 1959 — «Борис Годунов» М. Мусоргского
- 1959 — «Пушкин в изгнании» Б. С. Шехтера (впервые в СССР)
- 1961 — «Орлиное племя» А. А. Бабаева
- 1962 — «Бравый солдат Швейк» А. Спадавеккиа (впервые в СССР)
- 1967 — «Анна Снегина» А. Холминова (вместе с Кириллом Тихоновым)
- 1969 — «Юкки (Праздник фонарей)» А. Спадавеккиа
- 1970 — «Русская женщина» К. Молчанова
- 1971 — «Псковитянка» Н. Римского-Корсакова
- 1972 — «Даиси» З. Палиашвили (вместе с Кириллом Тихоновым)
- 1973 — «Князь Игорь» А. Бородина
- 1975 — «Зори здесь тихие» К. Молчанова
- 1977 — «В бурю» Т. Хренникова (вместе с Евгением Колобовым)
- «Верность» К. Молчанова
- «Хованщина» М. Мусоргского
- «Майская ночь» Н. Римского-Корсакова
- "Демон" Антона Рубинштейна